# پزشکی مردان
پزشکی مردان یا آندرولوژی (به انگلیسی: Andrology) یک تخصص پزشکی است که با سلامت جنس مرد سر و کار دارد، به خصوص بیماریهای دستگاه تولید مثل مردان و مشکلات مجاری ادراری که منحصر به مردان هستند. این رشته به‌طور مجزا اولین بار در اواخر دهه ۶۰ میلادی مطرح شد. اولین ژورنال تخصصی این رشته در آلمان به نام German periodical Andrologie از سال ۱۹۶۹ منتشر شده‌است. این رشته در دانشگاه‌های ایران به‌طور مجزا از پزشکی مجاری ادراری تدریس نمی‌شود.